# リエル

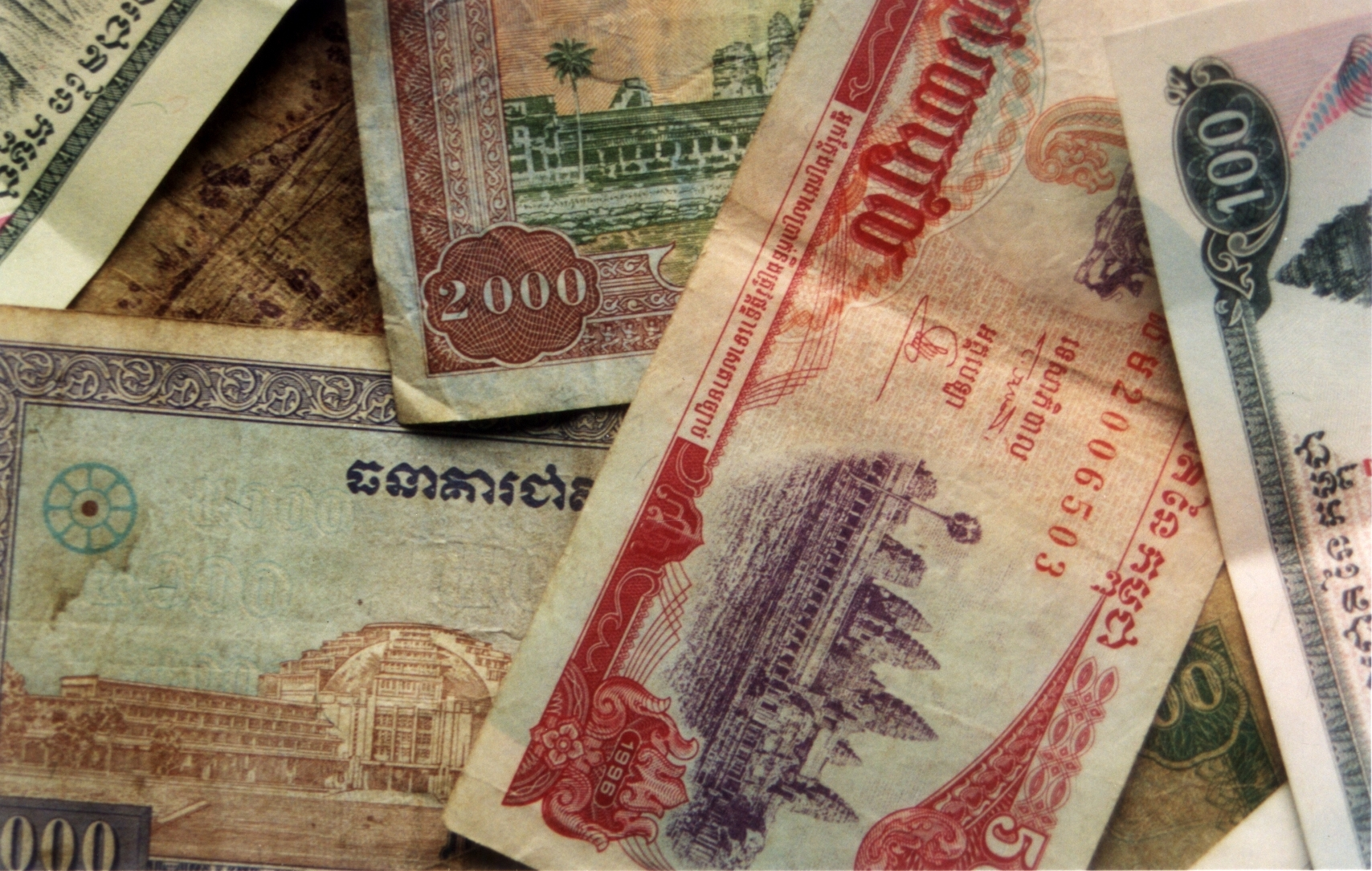
リエル

リエル (クメール語: រៀល, Riel) は、カンボジアの公定通貨。
補助単位としては、1/10リエルを表すカク（កាក់、kak）、1/100リエルを表すセン（សេន、sen）があるが、現在ではいずれも現金単位としては使われていない。

## 概要
ポル・ポト政権下の民主カンプチア時代の1978年に一旦廃止されたが、同政権崩壊後の1980年にカンボジア国立銀行が設立されリエルも復活。ただし民主カンプチアにおいても貨幣が存在していたという説もある。
カンボジア経済の実態と比較してリエルの為替レートが高めに設定されており、特に輸出においては不利な状況におかれるため、カンボジア国内であっても中産階級や富裕層の間では一般に、もっぱら米ドルが使用されているのが実状だが、地方では一般に現金所得の低い人々が多いこともあって、リエルのほうが広く利用されている。また、公務員の給与はリエル払いが原則である。
- 1米ドル＝4001リエル（2012年）→市中では便宜的に1ドル=4000-4500リエルで換算。コンビニエンスストアなどではカウンターに「当店では1ドルを4100リエルとします」のような但し書きが貼られていることが多い。

## 歴史

### リエル（1953年-1975年）
1953年に「カンボジア・ラオス・ベトナム国立発券局（Institut d'Émission des États du Cambodge, du Laos et du Vietnam）」カンボジア支店がフランス領インドシナ・ピアストルとリエルの両通貨（ピアストルとリエルは等価）で紙幣を発行した。当時、発券局は南ベトナムにおいてはドンで、ラオスではキープで同様の発券を行なった。リエルは当初、通貨の補助単位を1リエル=100サンチームとしたが、1959年に100セン (សេន)に置き換えた。導入後数年はピアストルも流通していた。

### クメール・ルージュ時代（1975年-1980年）
クメール・ルージュは紙幣を印刷したが、それらは貨幣として流通することはなかった。政権奪取後は貨幣自体を廃止した。

### リエル（1980年-）
1978年のベトナム軍の侵攻後、1980年4月よりリエルがカンボジアの通貨として復活、当初は1米ドル=4リエルの為替レートで導入された。通貨の補助単位は1リエル=10カク(កាក់) 及び100セン (សេន)。発行時、国の荒廃と経済破綻のため貨幣自体が市中に存在しておらず、使用を推奨するため政府は新紙幣を無償配布した。

## 紙幣・硬貨
現在法定通貨とされる紙幣の額面の種類としては、50・100・200・500・1000・2000・5000・10000・15000・20000・30000・50000・100000リエルがある。ただしこれらの内、50リエルは現在新規製造されておらず、15000・30000・100000リエルは記念紙幣としてのみ発行されている。
2013年、シハモニ国王の王位15周年を記念して、中途半端な額面の15000リエル紙幣が発行された。
2014年に発行された500リエル紙幣には、日本の援助で作られたきずな橋とつばさ橋が日章旗と共に描かれている。
現在法定通貨とされる硬貨としては、1994年に発行された50・100・200リエル（以上鋼鉄製）及び500リエル（内側鋼鉄、外側黄銅のバイメタル貨）があるが、流通は稀である。

## 記号の符号位置
| 記号 | Unicode | JIS X 0213 | 文字参照         | 名称       |
| ---- | ------- | ---------- | ---------------- | ---------- |
| ៛    | U+17DB  | ‐          | &#x17DB; &#6107; | リエル記号 |

| Google Finance:      | AUD CAD CHF CNY EUR GBP HKD JPY （/円） USD |
| Yahoo! Finance:      | AUD CAD CHF CNY EUR GBP HKD JPY （/円） USD |
| Yahoo! ファイナンス: | AUD CAD CHF CNY EUR GBP HKD JPY （/円） USD |
| XE:                  | AUD CAD CHF CNY EUR GBP HKD JPY （/円） USD |
| OANDA:               | AUD CAD CHF CNY EUR GBP HKD JPY （/円） USD |